# Jednota

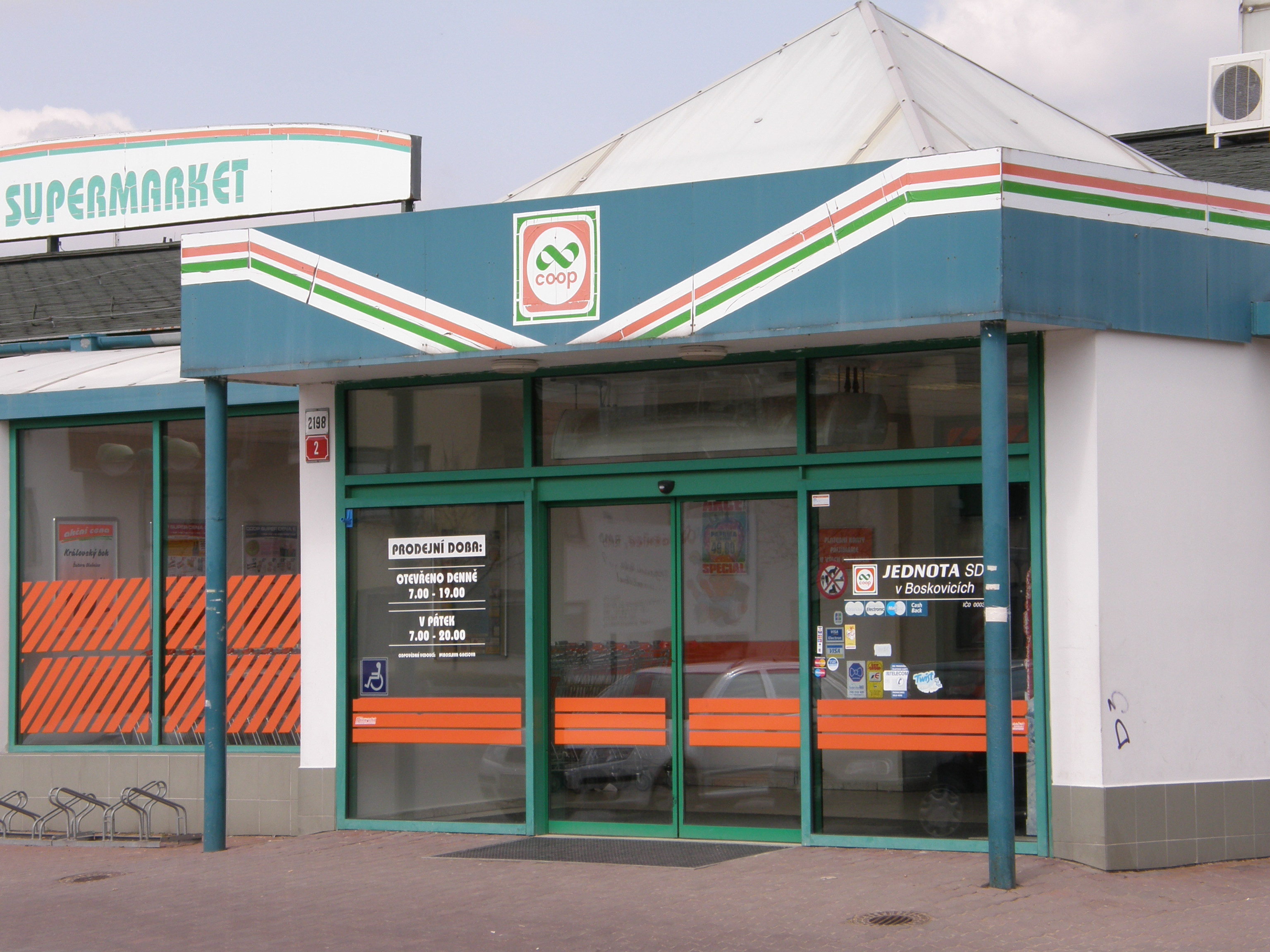
COOP supermarket

COOP, Jednota nebo Konzum je označení pro spotřební družstva skupiny COOP v České republice. Provozují zejména maloobchodní prodejny potravin a dalšího spotřebního zboží téměř na celém území České republiky. Skupina COOP provozuje několik řetězců prodejen pod různými názvy: Konzum (nejmenší), Tuty (menší), Tip (střední), Terno (větší), Diskont (diskontní prodejny) a Jednota (různé). Některé větší prodejny nesou již z minulosti také označení Renta. Historie skupiny sahá do roku 1847, kdy byly v Praze a v Liberci založeny první dva potravní spolky. Skupina také provozuje internetový obchod E-Coop.cz s možností doručení domů.

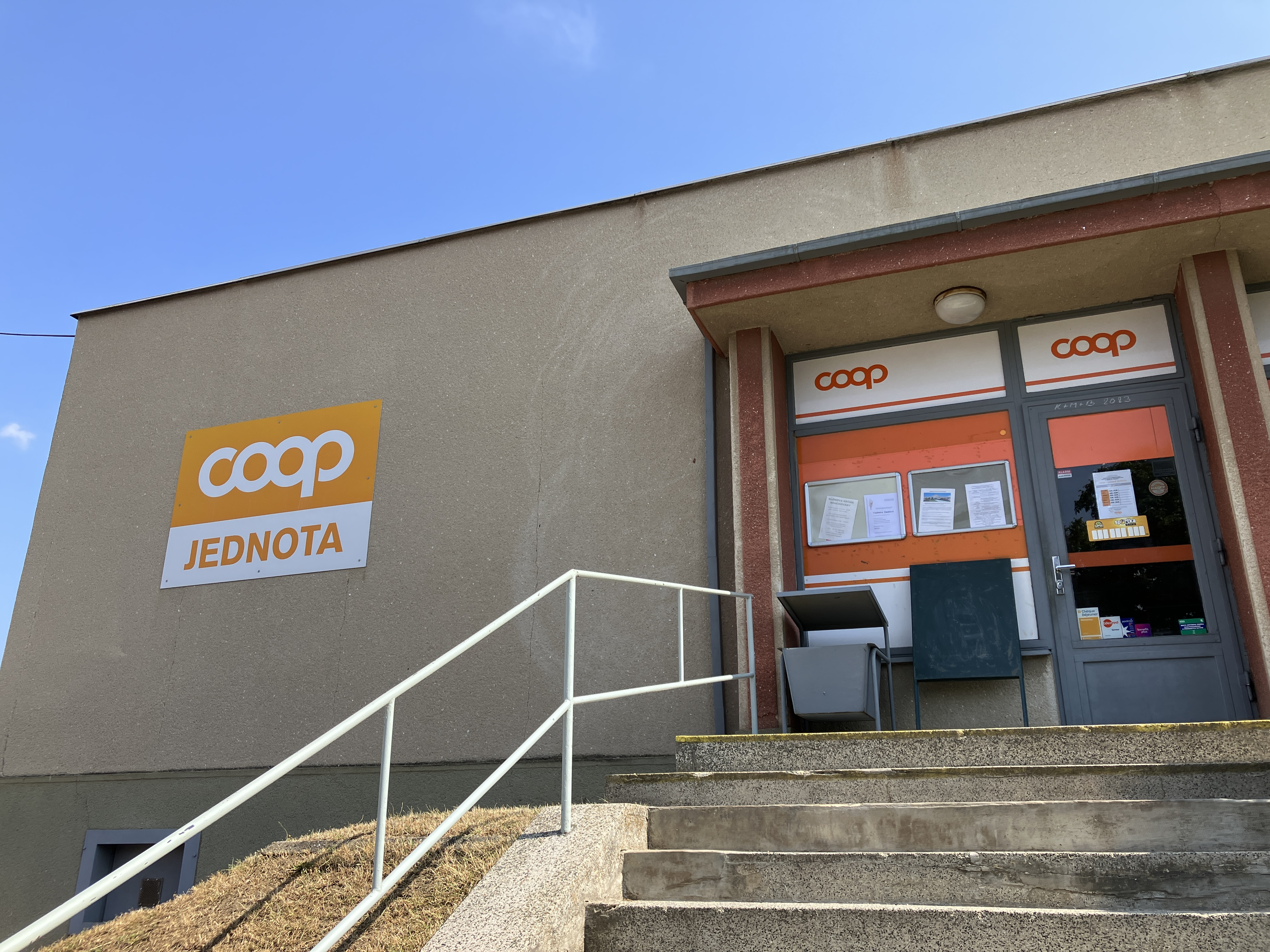
Fotografie Coop jednoty - Rešice u Znojma (2023)

## Historie
Družstevnictví mělo v českých zemích tradici již v 19. století, kdy drobní spotřebitelé a výrobci zakládali za účelem společného hospodaření a provozování podniků, obchodů, pohostinství apod. různá spotřební (konzumní) a výrobní družstva. 

### Po roce 1945
Spotřební družstva spojená stále podvědomě s venkovským obchodem vznikala a původně působila téměř výhradně ve městech, teprve až v roce 1952 probíhala jejich proměna a přeorientovala svoji činnost na vesnici. Socialistický maloobchod sestával po roce 1949 ze znárodněného maloobchodu a družstevního maloobchodu. Prodejny spotřebních družstev se zabývaly především prodejem potravin ve městech. Znárodněný maloobchod nebyl na venkově rozšiřován, takže prodejny vesnických spotřebních družstev prodávaly veškeré zboží, které byl venkovský spotřebitel zvyklý v místě nakupovat.
Až rozhodnutím ÚV KSČ a vlády bylo v roce 1952 družstvům uloženo zásobovat venkovské obyvatelstvo a opustit (s výjimkou Prahy) města. Zároveň byla oddělena sféra státního a družstevního obchodu. Stát převzal obchody ve větších městech a průmyslových střediscích, spotřební družstva přebírala od státního obchodu prodejny na venkově a v menších městech (mnohem menší síť prodejen s úzkým okruhem zákazníků). Tím došlo nejen ke změně struktury obchodní sítě, ale hlavně ke zvýhodnění státního obchodu. Další změny v organizační struktuře obchodní sítě následovaly ještě v letech 1954 a 1957 a týkaly se dílčích opatření v podnikovém řízení. Spotřební družstva také zřizovaly a provozovaly družstevní hostince. Pořádaly se zde také přednášky, besedy, divadelní představení a společenské zábavy. Spotřební družstva měla na venkově aktivně napomáhat při socializaci zemědělského sektoru, kolem svých prodejen rozvíjet družstevní život (např. pořádáním členských schůzí), získávat rolníky nejen za členy svých družstev, ale pro družstevní myšlenku vůbec - tedy kromě své základní zásobovací funkce vykonávat i politicko-výchovnou činnost.

### Po roce 1954
Zákonem č. 53/1954 Sb. o lidových družstvech a družstevních organizacích vznikl Ústřední svaz spotřebních družstev v Praze, který plánoval a organizoval činnost svého odvětví, vydával vzorové stanovy, dával souhlas ke vzniku nových družstev a vedl družstevní arbitráž. Družstva se uskupovala do krajských svazů spotřebních družstev, které plánovaly, řídily a kontrolovaly činnost členských družstev v obvodu své působnosti. Družstva po roce 1954 přijala jednotné označení „Okresní lidové spotřební družstvo Jednota“. Nové družstvo mohlo vzniknout až po souhlasu ústředního svazu a po schválení stanov přijatých valnou hromadou ve smyslu zákona č. 54/54 Sb. o lidových družstvech a družstevních organizacích, která zvolila své orgány. 
Nejvyšším orgánem bylo shromáždění delegátů, které volilo ústřední revizní komisi a představenstvo družstva, které tvořilo výkonný orgán a v jehož čele stál předseda, který jednal jménem družstva a za družstvo se podepisoval (či pověřený místopředseda). V případech, kdy bylo rozhodování vyhrazeno představenstvu a právní předpisy stanovovaly pro právní úkon písemnou formu, podepisoval se předseda (místopředseda) družstva a další člen představenstva. Předsedu zastupoval v době jeho nepřítomnosti nebo zaneprázdnění místopředseda. Orgány družstva tvořily:
- konference delegátů
- výbor
- představenstvo
- kontrolní komise
- členská schůze prodejen
- dohlížecí výbory[9]

Družstvo bylo právnickou osobou a ze zisku platilo důchodovou daň. K zániku družstva musel dát opět souhlas ústřední svaz a odsouhlasit jej shromáždění delegátů, které také určilo likvidátora. Přednost získal socialistický obchod - národní podnik Pramen - před družstevním. Ve městech měl být pouze státní obchod a úkolem družstev bylo zásobování venkova potravinami a průmyslovým zbožím. Stejně tak i v oblasti pohostinství městské provozovny přebíral národní podnik Restaurace a jídelny a družstva provozovala venkovské hostince. Nicméně podniky Pramen i Restaurace a jídelny měly provozovny i na venkově. Družstva rovněž vykupovala zemědělské výrobky a za tímto účelem budovala síť provozoven v okrese, kde sídlilo okresní ředitelství. Spotřební družstva Jednota organizovaly v Libereckém kraji ve více než sto obcích Trhy Dědy Mráze na venkově, ve stáncích s vánočními motivy, nabízejí prodavači venkovskými spotřebitelům látky, průmyslové zboží, hračky, knihy a další nejrůznější druhy zboží. Zboží z Jednoty do každé samoty - hlásal slogan spotřebních družstev poplatný politické směrnici o vyrovnání rozdílů mezi městem a venkovem podle sovětského vzoru. Jednoty se musely naučit obchodování v novém venkovském prostředí a v padesátých letech prošly četnými reorganizacemi, kopírující též změny územně správního členění státu.
Teprve po roce 1960 se ustálil systém spotřebních družstev se základními články Jednota v každém okrese, nadřízenými Krajskými svazy spotřebních družstev (KSSD) v krajích, Ústředním svazem spotřebních družstev (USSD) v Praze a s monopolem obchodování na venkově. Od roku 1960 mizela z názvu družstva slovo „okresní“ a po roce 1978 i „lidové“. Díky štědřejším přídělům investic z centra oproti státnímu obchodu si Jednoty postupně vybudovaly novou prodejní síť a hospodářská situace mnohých družstev se postupně zlepšovala. Od roku 1964 mohla Jednota zřizovat maloobchodní provozovny i ve městech. Velkonákupna spotřebních družstev byla zřízena v roce 1967. Jejím úkolem bylo pro družstevní prodejny obstarávat zásoby zboží (především potravinářské a úzký okruh průmyslového zboží denní potřeby). Vedle toho pro družstva zajišťovala také dovoz potravinářského a průmyslového zboží. Velkonákupna spotřebních družstev vlastnila i některé potravinářské výrobní podniky: např. Vinné sklepy Hodonín; Mykoprodukta (zpracovával lesní plody, hlavně houby) a závod Včela (zpracovával med z místních zdrojů a prováděl jeho rozsáhlý export). 

### Po roce 1980

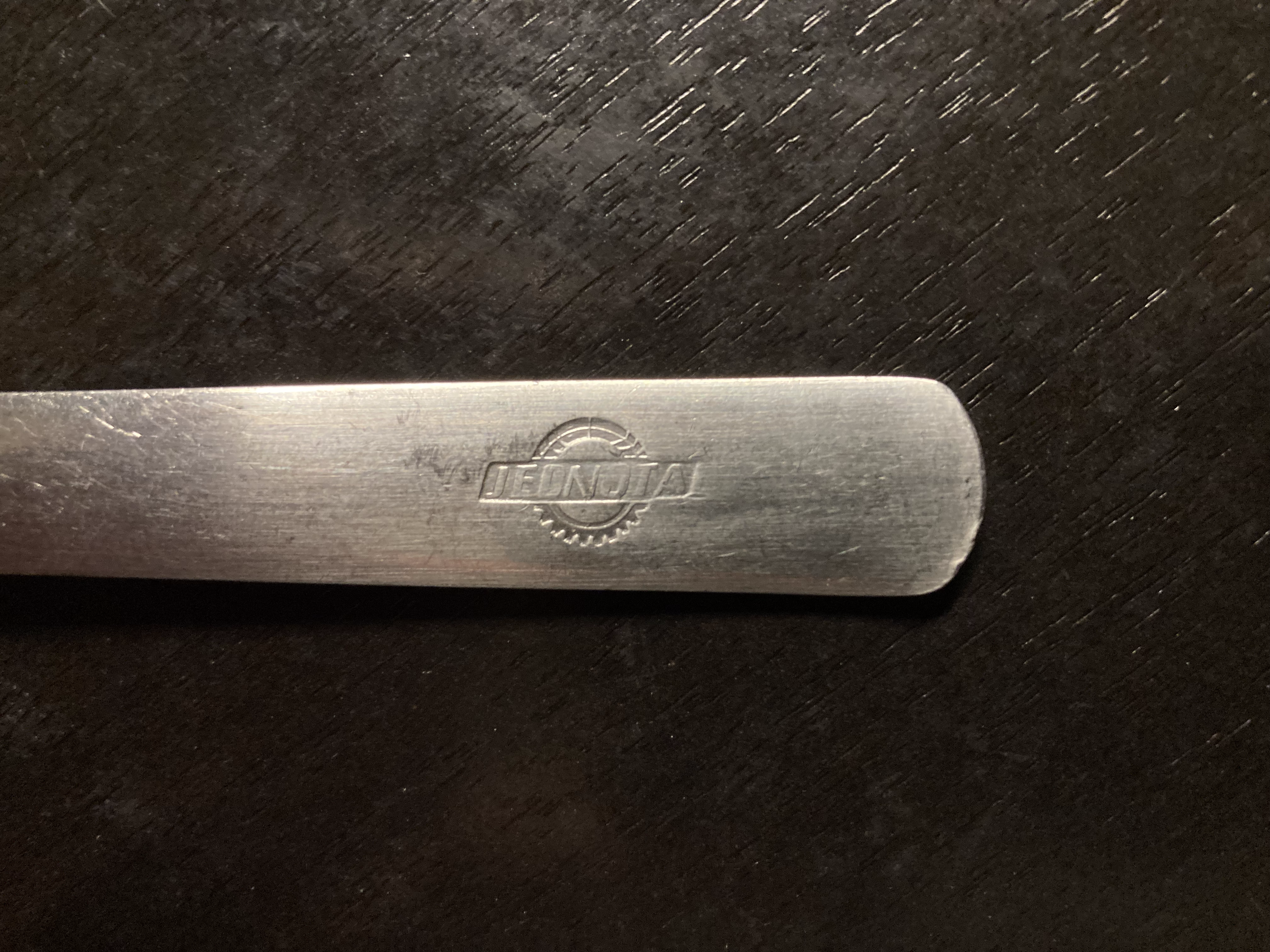
"Jednota" provozovala i síť restaurací. Na používaných příborech bylo k vidění patřičné logo.

Základním článkem družstevního obchodu na vesnici bylo Lidové spotřební družstvo Jednota. Činnost jejich prodejen spočívala především v zásobování vesnického obyvatelstva spotřebním zbožím a v nákupu některých zemědělských výrobků. Malé obce, kde by stálá prodejna nebyla vytížena, zásobovalo 650 pojízdných prodejen. Krajské svazy spotřebních družstev působily jako řídící orgány spotřebního družstevnictví v rámci kraje.
Český svaz spotřebních družstev byl řídícím orgánem spotřebního družstevnictví v ČSR, obdobně probíhala organizace spotřebního družstevnictví v SSR. Koncem osmdesátých let obhospodařovaly spotřební družstva více než 17 tisíc prodejen, přičemž polovinu tvořily pro venkov typické malé smíšené prodejny, zhruba jedna čtvrtina byly ještě menší potravinářské prodejny, necelá pětina připadala na prodejny průmyslového zboží a zbytek tvořila tzv. nákupní střediska (s průměrnou prodejní plochou 347 m². Pevnou síť prodejen doplňovalo kolem 700 velkých dobře vybavených pojízdných prodejen.

### Po roce 1989

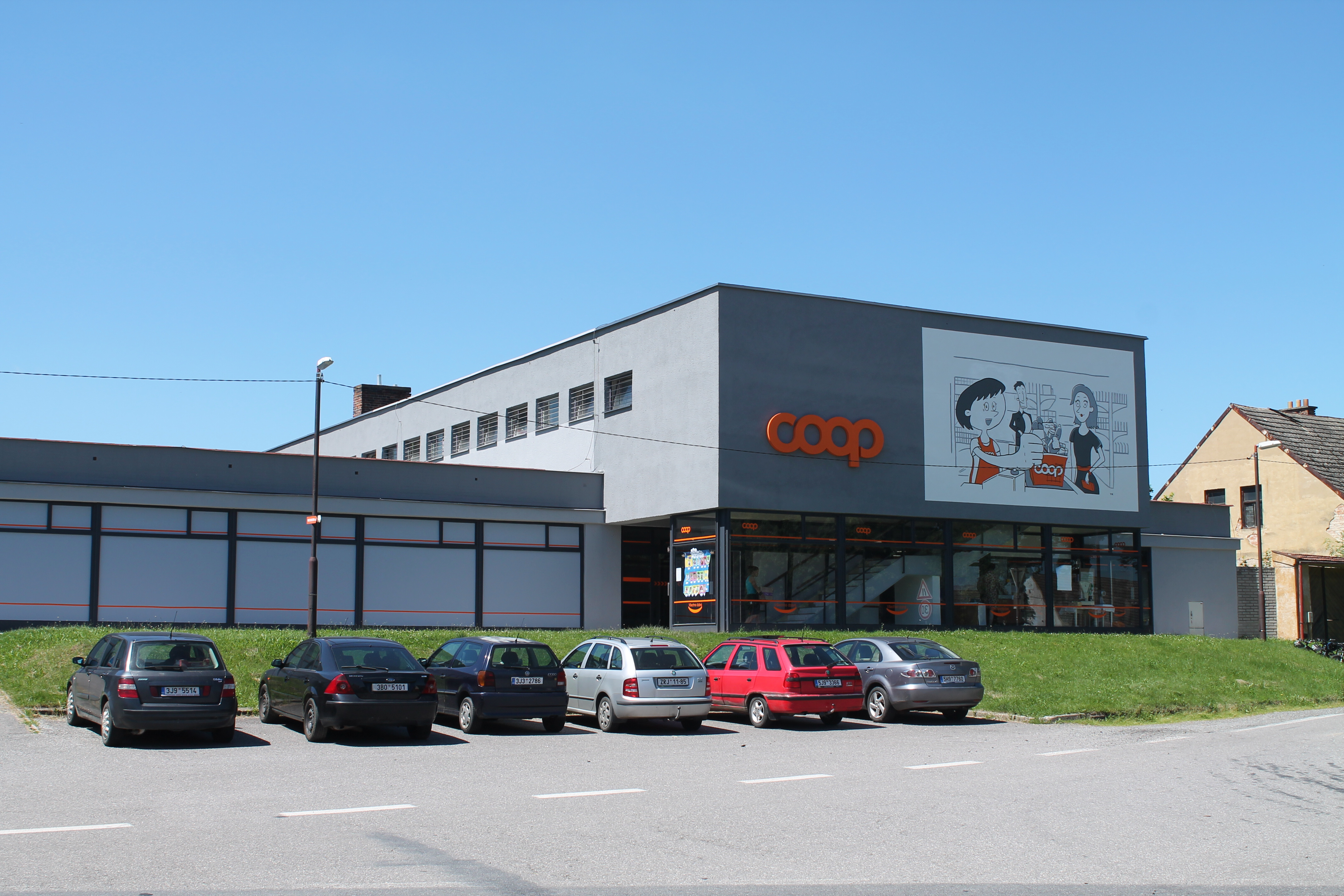
COOP Dolní Bobrová

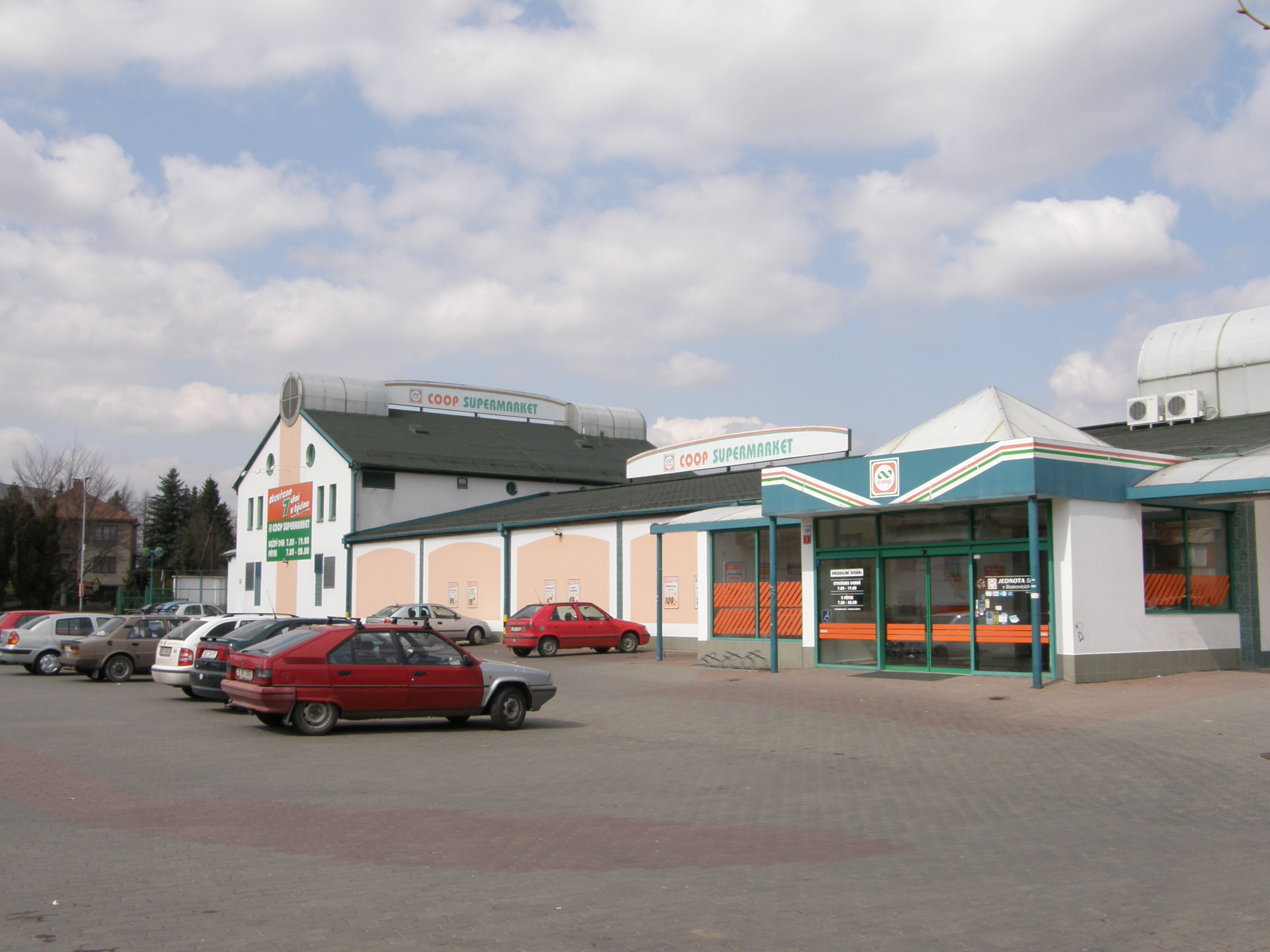
Supermarket COOP Jednota, Boskovice

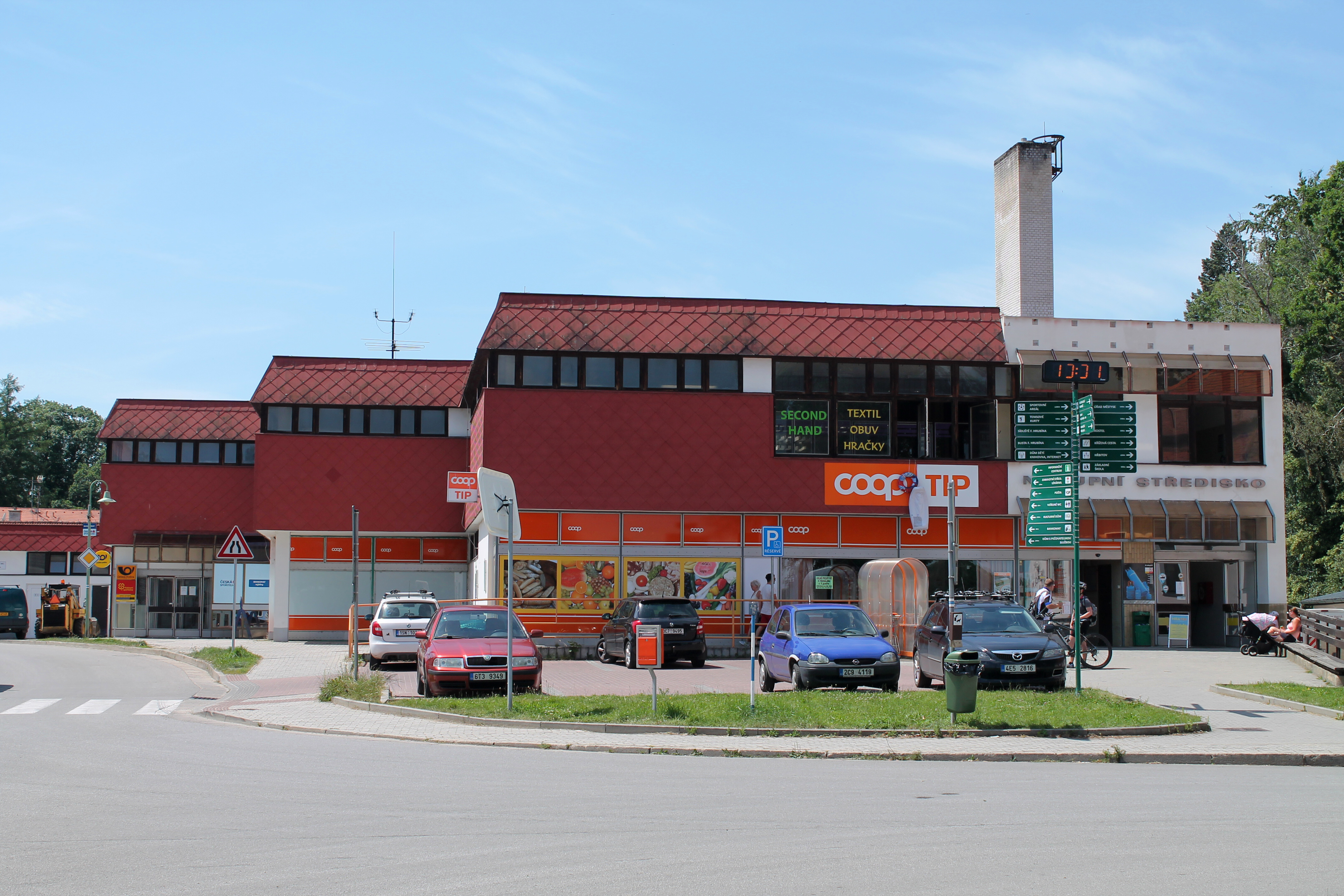
COOP Tip, Chlum u Třeboně

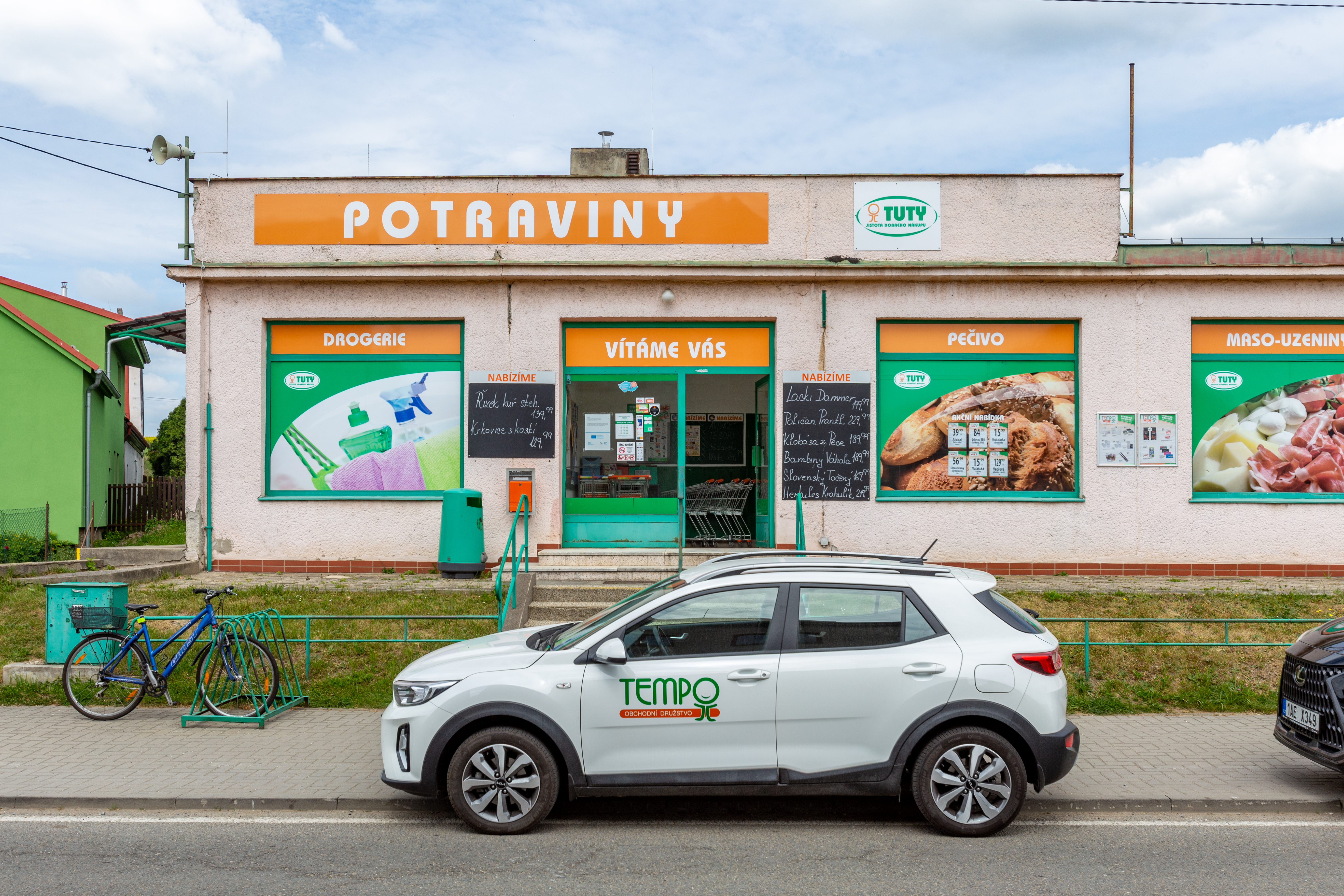
Coop Tury v Kobeřicích

Zákon č. 42/1992 Sb. o úpravě majetkových vztahů a vypořádání majetkových nároků v družstvech nařizoval transformaci družstev. V roce 1992 došlo také ke změně názvu mnoha družstev, některá okresní družstva zanikla (zejména v Karlovarském, Libereckém a Ústeckém kraji) a jiná se sloučila nebo rozšířila svou územní působnost.
Od roku 2007 družstva COOP, Konzum a Jednota vystupují pod jednotným názvem COOP, který používají družstva po celé Evropě. Ve světě je to obvyklé jméno pro družstevní prodejny podle anglického slova „cooperative“ pro družstvo nebo spolupracující společenstvo.
Svaz českých a moravských spotřebních družstev (skupina COOP) sdružuje 46 spotřebních družstev, která dohromady mají cca 107 000 členů, provozují cca 2 500 prodejen s celkovou prodejní plochou okolo 400 000 m² a zaměstnávají přes 13 000 lidí.
Členská družstva vystupují pod společnou značkou COOP, která je tak největší sítí prodejen potravin v České republice. Centrální nákup zajišťují dvě nákupní centrály: COOP Centrum působící převážně v Čechách a COOP Morava působící na Moravě. Více než 400 prodejen potravin je začleněno do maloobchodních řetězců COOP TUTY, COOP TIP, COOP TERNO a COOP DISKONT. Kromě obchodní činnosti provozuje skupina COOP také 8 středních odborných škol, manažerský institut, nebo vlastního mobilního virtuálního operátora COOP Mobil.

## Seznam družstev COOP (sídla podle krajů)

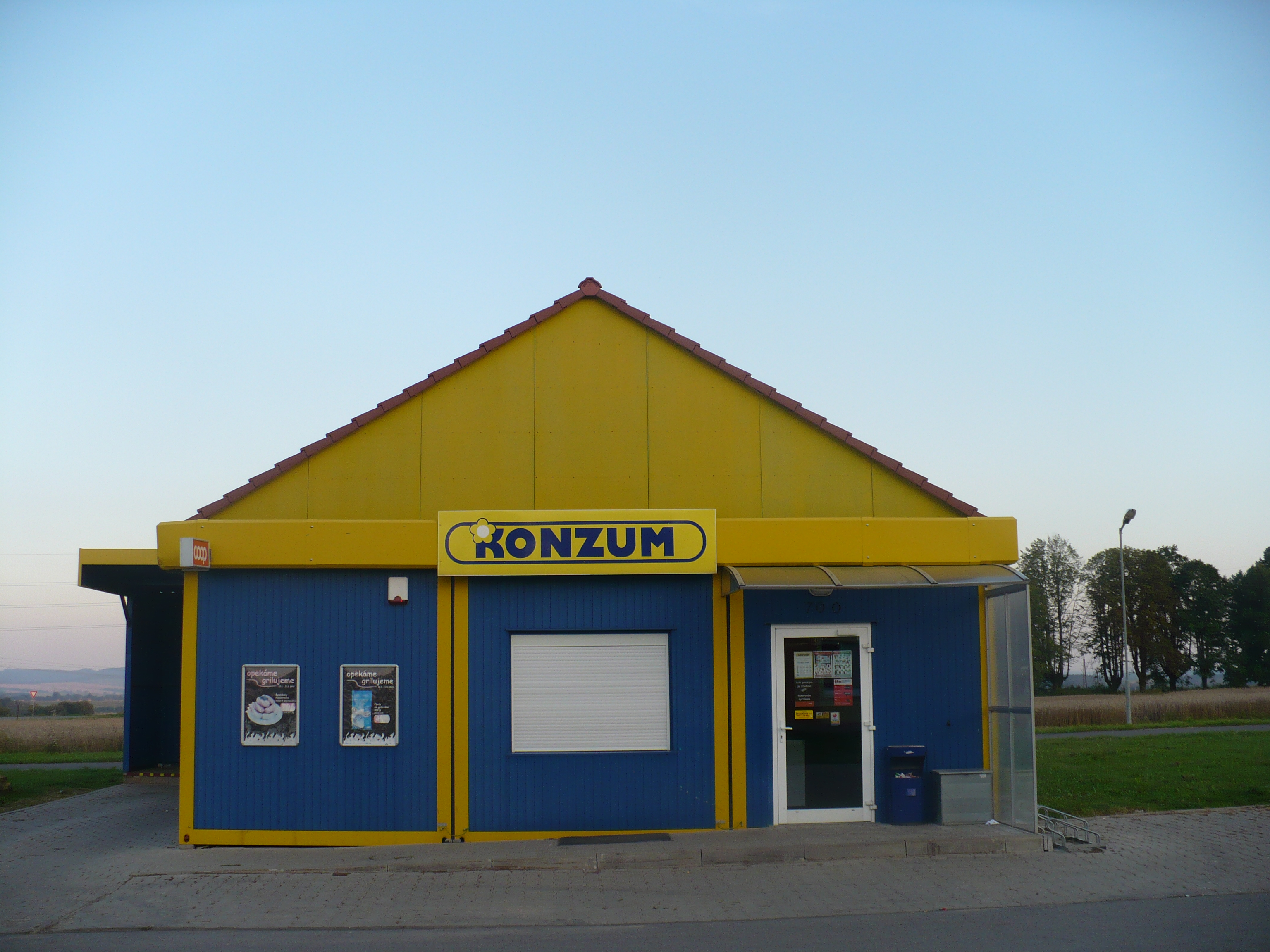
COOP Konzum, Rudoltice

### Praha
- COOP družstvo HB[15] (prodejny na Vysočině a v Jihomoravském, Královéhradeckém, Olomouckém, Pardubickém a Zlínském kraji)
- COOP Praha-západ, družstvo[16] (neprovozuje žádné prodejny)

### Středočeský kraj
- COOP Hořovice, družstvo[17] (prodejny ve Středočeském a Plzeňském kraji)
- COOP Mnichovo Hradiště, družstvo (prodejny ve Středočeském a Libereckém kraji)
- COOP Příbram, družstvo[18] (prodejny ve Středočeském kraji)
- Družstvo JEDNOTA KLADNO[19] (prodejny ve Středočeském a Ústeckém kraji)
- Jednota Benešov, družstvo (prodejny ve Středočeském kraji)
- JEDNOTA, spotřební družstvo v Nymburce[20] (prodejny ve Středočeském a Libereckém kraji)
- JEDNOTA, spotřební družstvo v Rakovníku[21] (prodejny ve Středočeském, Plzeňském a Ústeckém kraji)

### Jihočeský kraj
- Jednota družstvo spotřebitelů v Kaplici[22] (prodejny v Jihočeském kraji)
- Jednota, obchodní družstvo Tábor[23] (prodejny v Jihočeském kraji)
- JEDNOTA, spotřební družstvo České Budějovice[24] (prodejny v Jihočeském, Královéhradeckém a Olomouckém kraji)
- Jednota, spotřební družstvo v Jindřichově Hradci[25] (prodejny v Jihočeském kraji a na Vysočině)
- Jednota, spotřební družstvo v Milevsku, okres Písek[26] (prodejny v Jihočeském kraji)
- Jednota, spotřební družstvo ve Vimperku[27] (prodejny v Jihočeském kraji)
- Jednota, spotřební družstvo ve Volyni[28] (prodejny v Jihočeském kraji)

### Plzeňský kraj
- COOP družstvo Plasy[29] (prodejny v Plzeňském a Ústeckém kraji)
- COOP Plzeň, družstvo[30] (prodejny v Plzeňském kraji)

- Jednota, konzumní družstvo Rokycany[31] (neprovozuje žádné prodejny)
- Jednota, spotřební družstvo v Tachově[32] (prodejny v Plzeňském a Karlovarském kraji)
- Západočeské konzumní družstvo Sušice[33] (prodejny v Plzeňském, Jihočeském, Karlovarském a Ústeckém kraji)

### Karlovarský kraj
- COOP - Jednota Toužim, spotřební družstvo[34] (neprovozuje žádné prodejny)

### Ústecký kraj
- JEDNOTA, spotřební družstvo v Podbořanech[35] (prodejny v Ústeckém kraji)
- Spotřební družstvo Jednota Kadaň (neprovozuje žádné prodejny)
- Jednota Ústí nad Labem - spotřební družstvo (neprovozuje žádné prodejny)
- DRUŽSTVO JEDNOTA MOST (neprovozuje žádné prodejny)
- Jednota Teplice, družstvo (neprovozuje žádné prodejny)

### Liberecký kraj
- Jednota, spotřební družstvo v Jilemnici (neprovozuje žádné prodejny)

### Královéhradecký kraj
- COOP Dvůr Králové nad Labem , družstvo[36] (prodejny v Královéhradeckém a Libereckém kraji)
- JEDNOTA, spotřební družstvo Nová Paka[37] (prodejny v Královéhradeckém a Libereckém kraji)

### Pardubický kraj
- Jednota, spotřební družstvo Hlinsko[38] (prodejny v Pardubickém kraji a na Vysočině)
- Jednota, spotřební družstvo v Pardubicích[39] (prodejny v Pardubickém kraji)
- KONZUM, obchodní družstvo v Ústí nad Orlicí[40] (prodejny v Pardubickém a Královéhradeckém kraji)

### Kraj Vysočina
- COOP družstvo Velké Meziříčí[41] (prodejny na Vysočině a v Jihomoravském a Pardubickém kraji)
- Jednota, spotřební družstvo v Kamenici nad Lipou[42] (prodejny na Vysočině)

### Jihomoravský kraj
- JEDNOTA, spotřební družstvo v Boskovicích[43] (prodejny v Jihomoravském a Olomouckém kraji)
- Jednota, spotřební družstvo v Hodoníně[44] (prodejny v Jihomoravském a Moravskoslezském kraji)
- Jednota, spotřební družstvo v Mikulově[45] (prodejny v Jihomoravském kraji)
- JEDNOTA, spotřební družstvo, Moravský Krumlov[46] (prodejny v Jihomoravském kraji a na Vysočině)

### Olomoucký kraj
- JEDNOTA, spotřební družstvo Zábřeh[47] (prodejny v Olomouckém, Moravskoslezském a Pardubickém kraji)

### Moravskoslezský kraj
- COOP Beskydy, spotřební družstvo[48] (prodejny v Moravskoslezském kraji)
- BUDOUCNOST, spotřební družstvo v Ostravě[49] (prodejny v Moravskoslezském kraji)
- TEMPO, obchodní družstvo[50] (prodejny v Moravskoslezském a Olomouckém kraji, prodejny nejsou součástí sítě COOP)

### Zlínský kraj
- Jednota spotřební družstvo v Uherském Ostrohu[51] (prodejny ve Zlínském, Olomouckém a Jihomoravském kraji)
- JEDNOTA, spotřební družstvo ve Vsetíně[52] (prodejny ve Zlínském kraji)
- Jednota, spotřební družstvo ve Zlíně[53] (prodejny ve Zlínském kraji)